# ソブリン・ウエルス・ファンド
ソブリン・ウエルス・ファンド（英: Sovereign Wealth Fund、略: SWF）は、政府が出資する投資ファンド。政府系ファンド、国富ファンド、主権国家資産ファンドなどとも称される。

## 概要
石油や天然ガスによる収入、外貨準備高を原資とすることが多い。
近年、世界的な資源価格急騰により資源供給国の割合が増えつつある。
モルガン・スタンレーの推計によると、2007年5月時点の世界のSWFの資産総額は2.5兆ドルであり、ヘッジファンドの規模を上回るとされている。
大規模な投資をするため市場への影響が大きく、透明性が求められている他、政治的意図をもった投資を懸念する声もある。
アラブ首長国連邦のアブダビ投資庁（ADIA）、シンガポールのテマセクとシンガポール政府投資公社（GIC）、マレーシアのカザナ・ナショナル、サウジアラビアのサウジアラビア通貨庁、中国の中国投資有限責任公司（CIC）などが有名である。アブダビ投資庁は世界最大規模と言われている。日本でも設立が議論されている。

## 大規模なソブリン・ウエルス・ファンド
以下に挙げられているものは、大規模な（運用資産額が100億ドルを超える）ソブリン・ウェルス・ファンドである（イスティスマールを除く）。
| 国                                  | ファンド名                                               | 運用資産            | 設立                | 原資                                             | 国民一人当たりの資産 |
| ----------------------------------- | -------------------------------------------------------- | ------------------- | ------------------- | ------------------------------------------------ | -------------------- |
| アブダビ首長国                      | アブダビ投資庁（ADIA）                                   | 6,270億ドル         | 1976年              | 石油                                             | $1,000,000           |
| ノルウェー                          | ノルウェー政府年金基金（GPF）                            | 6,110億ドル         | 1990年              | 石油                                             | $74,500              |
| 中国                                | 中国国家外国為替管理局（SAFE）                           | 5,679億ドル（推定） | 1997年              | Non-commodity （非コモディティ、外貨準備高など） |                      |
| サウジアラビア                      | サウジアラビア通貨庁（SAMA）                             | 5,328億ドル         | n/a                 | 石油                                             | $15,000              |
| 中国                                | 中国投資有限責任公司（CIC）                              | 4,396億ドル         | 2007年9月28日       | Non-commodity （外貨準備高など）                 | $151                 |
| クウェート                          | クウェート投資庁（KIA）                                  | 2,960億ドル         | 1953年              | 石油                                             | $80,000              |
| 香港                                | 香港金融管理局（HKMA）                                   | 2,933億ドル         | 1993年              | Non-commodity （外貨準備高など）                 |                      |
| シンガポール                        | シンガポール政府投資公社（GIC）                          | 2,475億ドル         | 1981年              | Non-commodity （外貨準備高など）                 | $100,000             |
| シンガポール                        | テマセク・ホールディングス（TH）                         | 1,572億ドル         | 1974年              | Non-commodity （外貨準備高など）                 | $35,400              |
| カナダ                              | カナダ年金制度投資委員会（CPPIB）                        | 1,528億ドル         | 1997年              | Non-commodity （外貨準備高など）                 | $12,800              |
| ロシア                              | ロシア連邦安定基金（SFRF） ロシア連邦国民福祉基金（NWF） | 1,497億ドル（合算） | 2004年1月1日 2008年 | 石油                                             | $1,180               |
| 中国                                | 中国国家社会保障基金（NSSF）                             | 1,345億ドル         | 2000年              | Non-commodity （外貨準備高など）                 |                      |
| カタール                            | カタール投資庁（QIA）                                    | 850億ドル           | 2005年              | 石油、天然ガス                                   | $250,000             |
| オーストラリア                      | オーストラリア未来基金                                   | 730億ドル           | 2004年              | Non-commodity （外貨準備高など）                 | $2,900               |
| ドバイ首長国                        | ドバイ投資公社（ICD）                                    | 700億ドル           | 2006年              | 石油                                             |                      |
| リビア                              | リビア投資庁（LIA）                                      | 650億ドル           | 2006年              | 石油                                             | $7,200               |
| アルジェリア                        | アルジェリア歳入調整基金（FRR）                          | 567億ドル           | 2000年              | 石油                                             |                      |
| 韓国                                | 韓国投資公社（KIC）                                      | 430億ドル           | 2005年              | Non-commodity （外貨準備高など）                 | $417                 |
| アメリカ合衆国 (アラスカ州)         | アラスカ永久基金（APFC）                                 | 411億ドル           | 1976年              | 石油                                             | $61,000              |
| カザフスタン                        | カザフスタン国家基金（KNF）                              | 386億ドル           | 2000年              | 石油                                             | $1170                |
| マレーシア                          | カザナ・ナショナル（KN）                                 | 368億ドル           | 1993年              | Non-commodity （外貨準備高など）                 | $658                 |
| アゼルバイジャン                    | アゼルバイジャン国家石油基金（SOFAZ）                    | 302億ドル           | 2001年              | 石油                                             |                      |
| アイルランド                        | アイルランド国民年金積立基金（NPRF）                     | 300億ドル           | 2001年              | Non-commodity （外貨準備高など）                 |                      |
| ブルネイ                            | ブルネイ投資庁（BIA）                                    | 300億ドル           | 1983年              | 石油                                             | $90,100              |
| フランス                            | フランス国家戦略投資基金（FSI）                          | 280億ドル           | 2008年              | Non-commodity （外貨準備高など）                 |                      |
| アブダビ首長国                      | ムバーダラ・ディベロプメント・カンパニー（MDC）          | 271億ドル           | 2002年              | 石油                                             |                      |
| アメリカ合衆国 （テキサス州）       | テキサス州永久学校基金（PSF）                            | 244億ドル           | 1854年              | 石油その他（公有地運用収益なども含む）           |                      |
| イラン                              | 国家開発基金（NDF）                                      | 230億ドル           | 2011年              | 石油                                             | $174                 |
| チリ                                | チリ経済社会安定化基金（ESSF）                           | 218億ドル           | 1985年              | 銅鉱石                                           |                      |
| カナダ （アルバータ州）             | アルバータ州遺産貯蓄信託基金（AHSTF）                    | 151億ドル           | 1976年              | 石油                                             | n/a                  |
| 台湾                                | 台湾国家安定化基金（NSF）                                | 150億ドル           | 2000年              | Non-commodity （外貨準備高など）                 | $652                 |
| アメリカ合衆国 （ニューメキシコ州） | ニューメキシコ州投資協議会（SIC）                        | 143億ドル           | 2003年              | Non-commodity （税収入・公有地運用収益など）     | n/a                  |
| ニュージーランド                    | ニュージーランド退職年金基金（NZSF）                     | 135億ドル           | 2003年              | Non-commodity （外貨準備高など）                 | n/a                  |
| アメリカ合衆国 （テキサス州）       | テキサス州永久大学基金（PUF）                            | 123億ドル           | 2008年              | Non-commodity （公有地運用収益）                 | n/a                  |
| ブラジル                            | ブラジル政府ファンド（FSB）                              | 113億ドル           | 2008年              | Non-commodity （外貨準備高など）                 | n/a                  |
| ドバイ首長国                        | イスティスマール                                         | n/a                 | 2003年              | 石油                                             | n/a                  |

## 日本の状況
各国のSWFは資源による収入が多く、資源を持たない国の場合は外貨準備や年金を運用しており、日本の場合後者にあたる。いわば元手は借金で運用に伴うリスクは国民にあるという構図が成り立つので、日本の財務省は基本的に反対の立場をとっている。現在100兆円に膨らんだ外貨準備の運用先として検討されているが、外貨準備の大半は米国債であり、外貨準備の運用をSWFに切り替えた場合の債券市場に与える影響は大きい。130兆円に上る年金積立金の一部運用も検討されているが年金積立金管理運用独立行政法人(GPIF)は人件費削減対象で、高給のファンドマネージャーの採用は困難でありSWFの導入には体制見直しの可能性もある。以上のような理由から、SWFは資源国以外の先進国では現在のところ少数派である。
2007年（平成19年）11月5日に 自民党内に山本有二前金融担当相と田村耕太郎前内閣府大臣政務官（金融担当）を中心に、資産効果で国民を豊かにする議員連盟という日本の政府系ファンド早期創立を目指す議員連盟が設立した。当時の参加者は42人。内閣府特命担当大臣（金融担当）（当時）の渡辺喜美は党本部の設立総会で、官民の資産をどう運用するかを検討すると述べた。